# Diluizione della precisione

Diluizione geometrica della precisione (GDOP) con un semplice esempio.
In A qualcuno misura la distanza da due punti di riferimento e tracciato il suo punto come l'intersezione di due cerchi con il raggio misurato.
In B la misurazione ha un certo margine di errore e la sua vera posizione sarà ovunque nell'area verde.
In C l'errore di misurazione è lo stesso, ma l'errore sulla posizione è cresciuto notevolmente a causa della disposizione dei punti di riferimento.

La diluizione della precisione (in inglese dilution of precision, DOP) è un termine usato nella navigazione satellitare e nella geomatica per specificare l'effetto moltiplicativo supplementare della geometria di navigazione satellitare sulla precisa misurazione posizionale.
Tale termine è stato introdotto dai primi utilizzi del sistema LORAN. Lo scopo della DOP geometrica è quello di indicare in che modo gli errori nella misurazione influenzano la stima dello stato finale.

## Varianti
La DOP può essere di diverso tipo a seconda del controllo effettuato:
- GDOP (Geometric Dilution Of Precision): rappresenta la precisione complessiva del sistema di posizionamento, coordinate 3D e tempo.
- PDOP (Positional Dilution Of Precision): precisione posizionale nello spazio, coordinate 3D.
- HDOP (Horizontal Dilution Of Precision): precisione orizzontale sulla superficie, coordinate 2D.
- VDOP (Vertical Dilution Of Precision): precisione verticale sull'altezza da un determinato livello (superficie o livello sul mare), altezza.
- TDOP (Time Dilution Of Precision): precisione temporale, tempo.

## Effetti sulla precisione
Questa diluizione della precisione deriva non solo dai satelliti, ma anche dall'apparecchio ricevente e dal programma che filtra i vari segnali ricevuti.